# Bladapor
Bladapor (Presbytis) är ett släkte i familjen markattartade apor som förekommer i Sydostasien. Släktet består av omkring 10 arter.

## Kännetecken
Bladapor är smal byggda primater. Arternas rygg är grå, svart eller brun och buken är vitaktig eller ibland orange. Några arter har teckningar vid huvudet eller vid höften. På huvudet finns långa hår som bildar en tofs. De skiljer sig från andra arter i samma underfamilj genom olikartad skalle (till exempel är vulsten över ögonbrynen inte lika tydlig som hos närbesläktade primater), annan tanduppsättning och mindre tumme. Kroppslängden ligger mellan 42 och 61 centimeter och därtill kommer en 50 till 85 centimeter lång svans. Vikten ligger mellan 5 och 8 kilogram.

## Utbredning och habitat
Bladapor lever i södra delen av Malackahalvön, på Sumatra, Borneo, Java och mindre öar i samma region. Habitatet utgörs av skogar.

## Levnadssätt
Arterna är aktiva på dagen. De vistas nästan hela livet i träd, har bra förmåga att hoppa och går på fyra extremiteter över grenar. Ibland kommer bladapor till marken där de upptar mineraler. De lever i grupper av 4 till 15 individer med en hanne och flera honor. För arten Presbytis potenziani är det känt att hanne och hona lever monogam. I varje grupp finns en hierarki och kommunikationen sker med läten och kroppsspråk.

## Föda
Dessa primater äter blad, frukter och frön.

## Fortplantning
Efter dräktigheten som varar i ungefär 6 månader föds vanligen en unge, sällan tvillingar. Nyfödda ungar har en vit päls med en svart strimma eller ett annat mönster på djurets rygg. Efter cirka ett år sluter honan att ge di och efter fyra till fem år är ungarna könsmogna. Livslängden uppskattas med cirka 20 år.
Alla honor i flocken deltar i ungens uppfostring. Vissa mödrar lämna sin unge åt sitt öde efter fem veckor. Troligtvis blir ungen så tidigare självständig och risken att den dödas av en ny alfahane minskar.

## Hot
Som invånare av regnskogen hotas de av förstöringen av levnadsområdet. Ibland jagas de då de även äter odlade frukter. Nästan alla arter listas av IUCN som sårbar (VU) eller starkt hotad (EN) och Presbytis chrysomelas listas som akut hotad (CR).

## Arter
På grund av svankningar av havsvattenspegeln under istiden finns idag många olikartade populationer och flera av dem har oklar systematisk status. Arterna skiljs vanligen efter pälsens färg och läten. Enligt Wilson & Reeder (2005) finns 11 arter, svenska namn enligt S. Ulfstarnd (1996):
- Presbytis chrysomelas, är endemisk på Borneo.
- P. comata, lever på Java.
- P. femoralis (Bandad bladapa), har en mörk färg och finns på Malackahalvön samt Sumatra.
- P. frontata (Vitpannad bladapa), har en vit fläck på huvudet och finns på Borneo.
- P. hosei, har en grå päls och mörka strimmor på kinden, lever på Borneo.
- P. melalophos (Röd bandad bladapa), förekommer på Sumatra.
- P. natunae, lever på Natunaöarna mellan Malackahalvön och Borneo.
- P. potenziani (Mentawaibladapa), lever på Mentawaiöarna.
- P. rubicunda (Kastanjebrun bladapa), har en rödbrun päls, finns på Borneo.
- P. siamensis (Siambladapa), lever på Malackahalvön och Sumatra.
- P. thomasi, har en grå päls och finns på Sumatra.

Några arter som tidigare räknades till släktet listas idag i släktena Trachypithecus och Semnopithecus.